# Osasco, São Paulo
Osasco (portugalsko: [oˈzasku]) je mesto in občina v zvezni državi São Paulo v Braziliji, ki leži na območju Velikega São Paula in je na 5. mestu po številu prebivalcev med občinami São Paula. Po podatkih IBGE 2015 je imel Osasco 9. največji bruto domači proizvod v Braziliji in 2. največji v zvezni državi São Paulo. Prebivalstvo je 699.944 (ocena 2020) na območju 64,95 km². Je med bolj gosto naseljenimi mesti na svetu, po gostoti je podobno Tokiu in New Yorku. Velja za glavno urbano središče zahodnega dela Velikega São Paula. To je bilo okrožje mesta São Paulo do 19. februarja 1962, ko je Osasco postal samostojna občina. Moto mesta je "Urbs labor", latinski izraz, ki pomeni »mestno delo«.

## Zgodovina
Regijo, ki je zdaj Osasco, so naselili avtohtona ljudstva Tupi-Gvarani.
Bandeiranti so živeli v regiji, ki je danes Osasco, takrat imenovana Vila de Quitaúna. Tam je živel slavni bandeirant António Raposo Tavares.
Osasco je v 19. stoletju ustanovil italijanski priseljenec Antônio Giuseppe Agù (trenutno ime ene od glavnih ulic v Osascu). Prihaja iz občine Osasco v provinci Torino v Italiji.
Priseljenci iz Italije, Španije, Portugalske, Nemčije, Armenije, Libanona, Izraela in Japonske so prišli v Osasco v poznem 19. in zgodnjem 20. stoletju, njihovi potomci pa tvorijo večino prebivalstva Osasca.
Osasco je postal avtonomen od mesta São Paulo 19. februarja 1962.

## Geografija
Povprečna nadmorska višina je 792 metrov in ima površino 65 km². [9] Njegove meje so São Paulo na severu, vzhodu in jugu, Cotia na jugozahodu, Carapicuíba in Barueri na zahodu ter Santana de Parnaíba na severozahodu.
Kot v skoraj celotnem metropolitanskem območju São Paula je podnebje subtropsko, zlasti vlažno subtropsko. Povprečna letna temperatura je okoli 18 °C, najhladnejši je julij (povprečno 12 °C), najtoplejši februar (povprečno 30 °C). Letna količina padavin je okoli 1400 mm.

## Gospodarstvo
Osasco je bil industrijsko mesto, vendar je prišlo do industrijske decentralizacije v druge regije in danes se mesto pomika proti maloprodajni in storitveni industriji. Osasco je lokacija sedeža Bradesca, tretje največje banke v Braziliji. Trenutno so v mestu prisotna številna velika podjetja, kot so Natura, Coca-Cola, Carrefour, Wal-Mart, Colgate-Palmolive in mnoga druga. Osasco je deveto najbolj produktivno mesto v državi glede na BDP na prebivalca.